# Sol over Danmark (film fra 1936)
 For alternative betydninger, se Sol over Danmark. (Se også artikler, som begynder med Sol over Danmark)
Sol over Danmark er en dansk film fra 1936. En rørende komediefilm.
- Manuskript John Olsen.
- Instruktion Holger-Madsen.
- Musik Emil Reesen

Blandt de medvirkende kan nævnes:
- Henrik Malberg
- Knud Rex
- Gerda Neumann
- Sigrid Horne-Rasmussen
- Aage Redal